# 白庙胡同
白庙胡同，是位于中国北京市西城区中部的一条胡同。现已无存。

## 简介
白庙胡同东到西单北大街，西端向北折至民丰胡同，南侧有一条岔道通往复兴门内大街。全长351米，平均宽7米。明朝称白帽胡同。清朝称白庙胡同，因为胡同内有关帝庙，俗称白庙，故得名。1965年北京市整顿地名，将北侧的菜帮胡同并入。中华人民共和国兴建商业部大楼时，将白庙胡同的西段拆除占用，又将大楼东侧的通道并入该胡同。1990年代拆除，建成中国银行总行。白庙胡同位于商业部大楼东侧的部分被并入华远街。